# Cirrospilus flavicinctus
Cirrospilus flavicinctus är en stekelart som beskrevs av Riley 1883. Cirrospilus flavicinctus ingår i släktet Cirrospilus och familjen finglanssteklar. Inga underarter finns listade i Catalogue of Life.